# Åsen, Trøndelag
Åsen är en tätort i Levangers kommun i Trøndelag fylke i Norge. Orten ligger vid Europaväg 6 och utgjorde tidigare centralort i dåvarande Åsens kommun i Nord-Trøndelag fylke.